# Stavropolse Hoogte

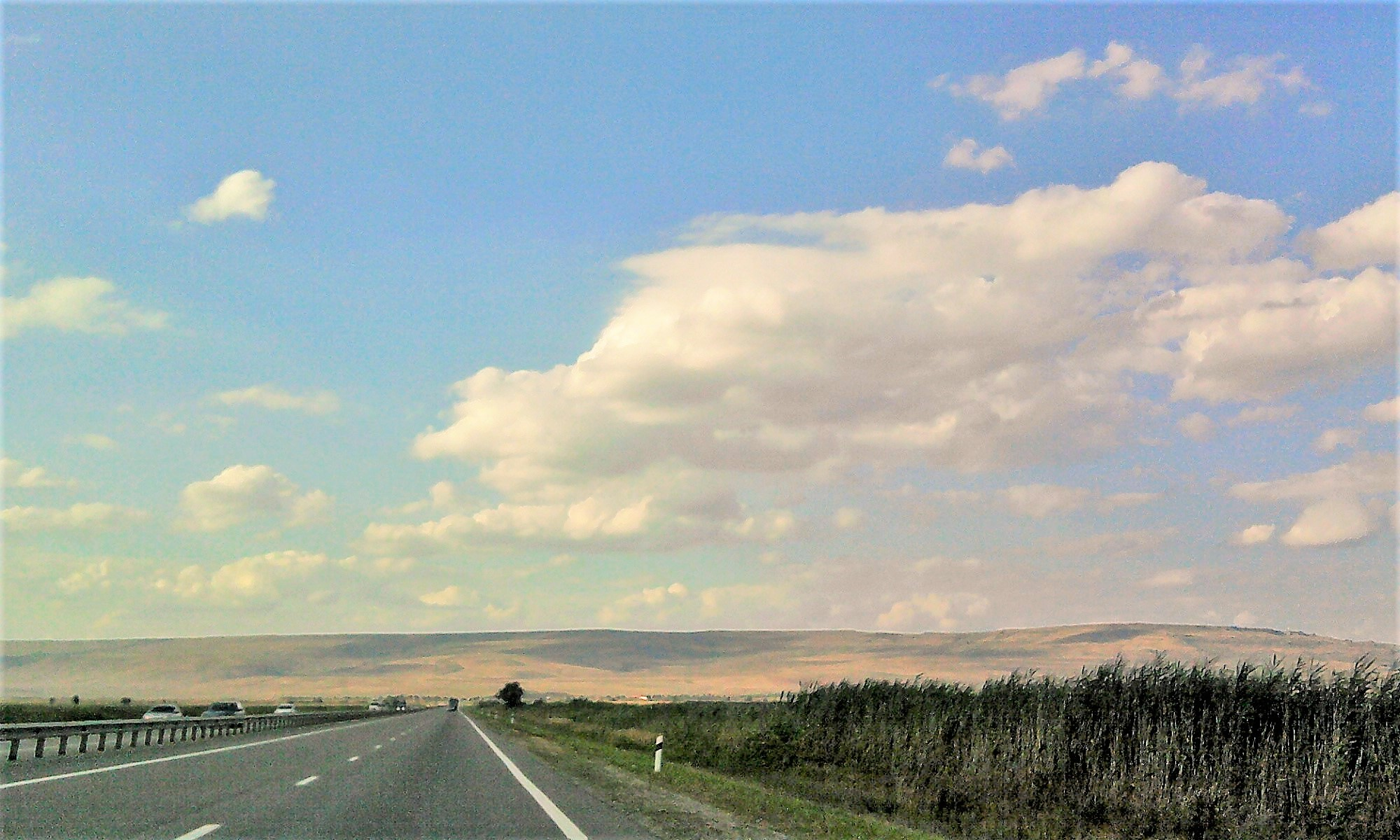
de Stavropolse Hoogte

De Stavropolse Hoogte of Hoogland van Stavropol (Russisch: Ставропольская возвышенность; Stavropolskaja vozvysjennost) is een hoogte in het centrale deel van Ciskaukasië. In het westen grenst het aan het Laagland van Koeban en in het oosten aan het Terek-Koemalaagland. Globaal gezien ligt het tussen de rivieren  Koema en Koeban en de Koema-Manytsjlaagte. Andere rivieren in het gebied zijn de Kalaoes en de Jegorlyk. De rivieren doorsnijden het hoogland en staan vaak droog. Om toch landbouw mogelijk te maken, wordt water aangevoerd door het in de Sovjettijd gegraven Groot-Stavropolkanaal en een watersysteem tussen de Koeban en de Jegorlyk.
De gemiddelde hoogte varieert tussen de 350 en 600 meter en de hoogste piek is de Strzjament met 831 meter. Het hoogland bestaat vooral uit klei, zandsteen en kalksteen en in het oostelijke deel ook uit leemlagen. In het westelijke en centrale deel vormt het een laaggebergte en in het oostelijk deel meer een hoogland. In de hogere delen bestaat de vegetatie uit bossteppe met loofbomen, terwijl lagere delen grotendeels tot landbouwgrond zijn gemaakt. De lagere delen zijn relatief dichtbevolkt met 20 tot 30 mensen per km². Grote steden in het gebied zijn Armavir, Boedjonnovsk, Georgiejevsk, Mineralnye Vody, Nevinnomyssk, Pjatigorsk en Stavropol.
De hoogte bevindt zich in een gebied met een landklimaat met zachte winters (-4 tot -6°C) en warme zomers (22 tot 25°C). De lentes zijn er kort terwijl de herfstperiodes juist langer dan gemiddeld duren. De gemiddelde neerslag varieert van jaarlijks 200-300 mm in het oosten tot 600 mm in het westen. In het gebied komen vaak stormen en föhnwinden voor. De bodems bestaan uit zwarte aarde en kastanozem (kastanjebruine bodem).